# هتک آنلاین
هتک آنلاین (ارمنی: Հետք) یک روزنامه برخط می‌باشد که توسط سازمان مردم‌نهاد روزنامه‌نگاران تحقیقی در ایروان منتشر می‌شود. این روزنامه نخستین بار در سال ۲۰۰۱ به زبان ارمنی و سپس از سال ۲۰۰۲ به زبان انگلیسی نیز منتشر می‌شود. سازمان مردم‌نهاد روزنامه‌نگاران تحقیقی ارمنستان یک سازمان غیردولتی می‌باشد که در ۲۹ ژوئیه ۲۰۰۰ بنیانگذاری شده‌است
از سال ۲۰۰۱ این سازمان فیلم‌ها و مقالات تحقیقی در زمینه‌های محیط زیستی، اجتماعی، آموزشی، فرهنگی، قضایی، انرژی، سیستم بانکی و سایر موضوعات در محدوده پروژه‌های مختلف را تهیه کرده‌است.
از سال ۲۰۰۱ این سازمان روزنامه اینترنتی برخط هتک را به آدرس www.hetq.am منتشر می‌کند و نسخه انگلیسی هتک آنلاین نیز از سپتامبر ۲۰۰۲ منتشر می‌شود.